# Elaptus brevicornis
Elaptus brevicornis är en skalbaggsart som först beskrevs av Francis Polkinghorne Pascoe 1875.  Elaptus brevicornis ingår i släktet Elaptus och familjen långhorningar. Inga underarter finns listade i Catalogue of Life.